# Rohenice
Rohenice är en ort i Tjeckien. Den ligger i den nordöstra delen av landet, 120 km öster om huvudstaden Prag. Rohenice ligger 268 meter över havet och antalet invånare är 196.
Terrängen runt Rohenice är platt, och sluttar västerut. Runt Rohenice är det ganska glesbefolkat, med 42 invånare per kvadratkilometer. Närmaste större samhälle är Hradec Králové, 18,0 km sydväst om Rohenice. Trakten runt Rohenice består till största delen av jordbruksmark.